# Sever
Sever (trong tiếng Nga có nghĩa là phương bắc) là thiết kế ban đầu của cục thiết kế OKB-1 về một tàu vũ trụ có người lái thay thế cho Vostok. Việc thiết kế Sever được bắt đầu vào tháng giêng năm 1959 tại OKB-1 và nằm trong chương trình Lunar L1, trước cả khi tàu Vostok 1 đưa Gagarin vào vũ trụ. 

## Cấu tạo và chức năng
Đây là một tàu vũ trụ gồm hai thành phần: một gian dành cho các nhà du hành ở phía trước và một gian có hình trụ chứa thiết bị nằm phía sau. Sever sẽ hoạt động trên quỹ đạo Trái Đất, nó có các chức năng như điều khiển trên quỹ đạo, gặp gỡ và kết nối trên quỹ đạo, và sẽ thử nghiệm một khoang trở về khí quyển sử dụng lực nâng, các chức năng mà các tàu vũ trụ trước đó (Vostok, Voskhod) không có. Sever có thể mang được một phi hành đoàn nhiều người và được dự tính sẽ là phương tiện chuyên chở cho trạm không gian. Sever có cùng hình dáng kiểu "đèn pha xe hơi" như khoang trở về khí quyển của tàu Soyuz sau này nhưng lớn hơn 50%. Việc áp dụng nguyên lý chuyển hết mọi hệ thống có thể sang một module sinh hoạt khác có thể tách ra trước khi hạ cánh giúp giảm kích thước của Soyuz sau này mà vẫn có thể mang cùng một số lượng nhà du hành.

## Trạm không gian
Một số ý kiến khác lại cho rằng Sever chính là tên của trạm không gian chứ không phải là tên của tàu chuyên chở cho trạm không gian. Theo đó, trạm không gian này sẽ gồm hai thành phần: một module sinh sống gọi là 5KA và module thiết bị gọi là 5KB, mỗi module này nặng từ 4,5 tới 5,6 tấn, còn tàu chuyên chở cho trạm không gian này được đặt tên là 5K. Các module của trạm này sẽ được một tàu Vostok 7K lắp ghép trên quỹ đạo. Tàu Vostok này sẽ chở hai nhà du hành có nhiệm vụ thực hiện các giai đoạn cuối cùng của việc gặp gỡ và kết nối các module của Sever.

## Kết thúc
Cả Sever và L1, một dự án đồng thời khác của Korolev tại OKB-1 đều bị hủy bỏ và thay thế bởi dự án Soyuz vào năm 1962. Tuy nhiên các thiết kế của Sever và L1 đều trở thành nền tảng cho Soyuz sau này.